# Nikos Marinakis
Nikolaos Marinakis (Grieks: Νικόλαος Μαρινάκης; Heraklion, 12 september 1993) is een Grieks voetballer die doorgaans speelt als rechtsback. In juli 2019 verruilde hij Panetolikos voor OFI Kreta.

## Clubcarrière
Als product van de eigen jeugdopleiding van de club, kwam Marinakis op 28 juni 2012 in het eerste elftal van Panathinaikos terecht. Zijn debuut voor de club maakte de rechtsback op 18 augustus 2013. Op die dag werd er met 2–0 gewonnen van Panetolikos. Marinakis mocht van coach Yannis Anastasiou in de basis beginnen. In de tweede helft gaf hij met een voorzet de assist voor de 2–0 van Marcus Berg. Het jaar 2014 bracht de verdediger door op huurbasis bij Niki Volos. In de zomer van 2017 verkaste Marinakis naar Panetolikos, waar hij zijn handtekening zette onder een verbintenis voor de duur van drie seizoenen. Twee seizoenen later verkaste hij alweer transfervrij, toen hij een contract ondertekende bij OFI Kreta.